# Râul Glod
Râul Glod este un curs de apă, afluent pe partea dreapta al râului Ialomița.